# Działoszyn
Pour les articles homonymes, voir Działoszyn (homonymie).
Działoszyn (prononciation [d͡ʑaˈwɔʂɨn]) est une ville, située dans le powiat de Pajęczno, dans la voïvodie de Łódź, dans la partie centrale de la Pologne.
Elle se situe à environ 130 kilomètres au sud-ouest de Łódź (capitale de la voïvodie) et 230 kilomètres au sud-ouest de Varsovie (capitale de la Pologne).
Sa superficie s'étend sur 4,94 kilomètres carrés (km²) avec une population de 6 264 habitants en 2013.

## Histoire
Działoszyn a obtenu les droits de cité en 1412.

## Administration
De 1975 à 1998, la ville était attachée administrativement à l'ancienne voïvodie de Sieradz.
 Depuis 1999, elle fait partie de la nouvelle voïvodie de Łódź.
Elle est le siège administratif (chef-lieu) de la gmina urbaine-rurale de Działoszyn.